# OxygenOS
Oxygen (IU) (chinesisch 氧IU) ist eine individualisierte Version des Betriebssystems Android, entwickelt vom chinesischen Smartphonehersteller OnePlus für den Zielmarkt in Übersee. Die Version für den chinesischen Heimmarkt hat den Namen HydrogenOS (chinesisch 氢OS). Neben einem leicht veränderten Design wird diese ohne Google-Apps wie Google Play ausgeliefert.

## Geschichte
Ursprünglich war ein eigenes, angepasstes Android erst für den Nachfolger des OnePlus One vorgesehen. Nachdem Cyanogen jedoch überraschend einen Exklusivvertrag mit Micromax in Indien zum Vertrieb des Betriebssystems CyanogenOS abgeschlossen hatte, das auch mit dem OnePlus One ausgeliefert worden war, entschied sich OnePlus, die Entwicklung des Systems auf das OnePlus One zu konzentrieren.
Am 3. April 2015 erschien die erste Version (basierend auf Android 5.0.1) für das OnePlus One. Obwohl dem OnePlus One zwei Jahre Updates zugesichert wurden, erschien das letzte Update schon im Januar 2016.
Das OnePlus 2 wurde zur Veröffentlichung mit OxygenOS 2.0 (basierend auf Android 5.1.1) vertrieben, auf CyanogenOS wurde verzichtet.
Am 14. Juni stellte OnePlus die neue OxygenOS Version 3.0 (basierend auf Android 6.0.1) vor. Es ist im Grunde ein Android mit wenigen Änderungen und internem Tuning, wie Gesten, Shelf und einem Dunkelmodus von OnePlus.
Ein am 3. September 2016 auf XDA Developers veröffentlichtes Interview besagte, dass OnePlus „beide Plattformen (OxygenOS und HydrogenOS) aktiv zu einem einzigen zusammenhängenden Betriebssystem zusammenführt“. Später wurde diese Aussage revidiert und angegeben, dass beide Teams verstärkt an OxygenOS arbeiten, aber dennoch beide Systeme bestehen bleiben.
OxygenOS 4.x basiert auf Android 7.x, OxygenOS 5.0.x basiert auf Android 8.0, OxygenOS 5.1.x basiert auf Android 8.1 und OxygenOS 9.0.x basiert auf Android 9.0.

### Datenschutzprobleme
Im Oktober 2017 wurde bekannt, dass die OxygenOS-Smartphones ungefragt detaillierte Daten an den Hersteller senden. Dazu gehören u. a. die Geräteseriennummer, die IMEI, Telefonnummern, MAC-Adressen, die Namen verbundener WLAN-Netze und Statistiken über genutzte Apps. Weil auch die Geräteseriennummer übertragen wurde, waren die Daten nicht mehr anonym, sondern hätten einzelnen Personen zugeordnet werden können. Einen Teil des Datenstroms kann der Anwender in den Systemeinstellungen unterbinden. Über einen zweiten Datenstrom werden allerdings weiterhin allgemeine Nutzungsinformationen übertragen.
OnePlus reagierte mit einer Erklärung und versicherte zudem, dass die Daten zukünftig anonymisiert übertragen werden:

“OnePlus devices using OxygenOS securely transmit analytics in two different streams, […] so we can better understand general phone behavior and optimize OxygenOS for a better overall user experience. […] We’d like to emphasize that at no point have we shared this information with outside parties. […] By the end of October, all OnePlus phones running OxygenOS will have a prompt in the setup wizard that asks users if they want to join our user experience program. The setup wizard will clearly indicate that the program collects usage analytics. In addition, we will include a terms of service agreement that further explains our analytics collection. […] We would also like to share we will no longer be collecting telephone numbers, MAC Addresses and WiFi information. […] All data that was collected on OxygenOS versions where we didn’t have an opt-in prompt in the setup wizard will be deleted before the end of November. […]”

„OnePlus-Geräte, die OxygenOS verwenden, übertragen Analysen in zwei verschiedenen Datenströmen, […] damit wir das allgemeine Nutzerverhalten besser verstehen und OxygenOS für ein besseres Gesamterlebnis optimieren können. […] Wir möchten betonen, dass wir diese Informationen zu keinem Zeitpunkt an Dritte weitergegeben haben. […] Bis Ende Oktober werden alle Nutzer von OnePlus-Telefonen, auf denen OxygenOS läuft, im Setup-Assistenten gefragt, ob sie an unserem User Experience-Programm teilnehmen möchten. Der Setup-Assistent wird deutlich anzeigen, dass das Programm Nutzungsanalysen sammelt. Darüber hinaus werden wir eine AGB beifügen, die unsere Analysensammlung näher erläutert. […] Wir möchten auch mitteilen, dass wir keine Telefonnummern, MAC-Adressen und WLAN-Informationen mehr sammeln werden. […] Alle Daten, die auf OxygenOS-Versionen gesammelt wurden, bei denen wir keine Eingabeaufforderung im Setup-Assistenten hatten, werden vor Ende November gelöscht. […]“

## Versionen
| OxygenOS-Version                           | Android-Version     | Ausgabedatum       | Unterstützte OnePlus-Geräte | Unterstützte OnePlus-Geräte | Unterstützte OnePlus-Geräte | Unterstützte OnePlus-Geräte | Unterstützte OnePlus-Geräte | Unterstützte OnePlus-Geräte | Unterstützte OnePlus-Geräte | Unterstützte OnePlus-Geräte | Unterstützte OnePlus-Geräte | Unterstützte OnePlus-Geräte | Unterstützte OnePlus-Geräte | Unterstützte OnePlus-Geräte | Unterstützte OnePlus-Geräte | Unterstützte OnePlus-Geräte | Anmerkungen |
| OxygenOS-Version                           | Android-Version     | Ausgabedatum       | One                         | X                           | 2                           | 3                           | 3T                          | 5                           | 5T                          | 6                           | 6T                          | 7                           | 7 Pro                       | 7 Pro 5G                    | 7T                          | 7T Pro                      | Anmerkungen |
| ------------------------------------------ | ------------------- | ------------------ | --------------------------- | --------------------------- | --------------------------- | --------------------------- | --------------------------- | --------------------------- | --------------------------- | --------------------------- | --------------------------- | --------------------------- | --------------------------- | --------------------------- | --------------------------- | --------------------------- | --- |
| 1.0.0                                      | 5.0.1 „Lollipop“    | 3. Apr. 2015       | ja                          |                             |                             |                             |                             |                             |                             |                             |                             |                             |                             |                             |                             |                             | Nur als einspielbare ZIP-Datei von der OnePlus-Website erhältlich. |
| 1.0.1                                      | 5.0.1 „Lollipop“    | 19. Juni 2015      | ja                          |                             |                             |                             |                             |                             |                             |                             |                             |                             |                             |                             |                             |                             | Probleme mit Touchscreen behoben. |
| 1.0.2                                      | 5.0.1 „Lollipop“    | 14. Aug. 2015      | ja                          |                             |                             |                             |                             |                             |                             |                             |                             |                             |                             |                             |                             |                             | Behebung der Stagefright Sicherheitslücke. |
| 1.0.3                                      | 5.0.1 „Lollipop“    | 2. Sep. 2015       | ja                          |                             |                             |                             |                             |                             |                             |                             |                             |                             |                             |                             |                             |                             | Weitere Stagefright Sicherheitslücken geschlossen. |
| 2.0 – 2.1.4                                | 5.1.1 „Lollipop“    |                    | ja                          | ja                          | ja                          |                             |                             |                             |                             |                             |                             |                             |                             |                             |                             |                             | App-Berechtigungen, Waves MaxxAudio, SwiftKey-Tastatur, Off-Screen-Gesten, benutzerdefinierte Symbole, Dunkelmodus, manueller Kameramodus und RAW-Unterstützung für Anwendungen von Drittanbietern wie Camera FV-5 2.75. |
| 2.1.5 – 2.2.1                              | 5.1.1 „Lollipop“    |                    |                             | ja                          | ja                          |                             |                             |                             |                             |                             |                             |                             |                             |                             |                             |                             | [ 32 ] |
| 2.2.2                                      | 5.1.1 „Lollipop“    | 4. Aug. 2016       |                             | ja                          |                             |                             |                             |                             |                             |                             |                             |                             |                             |                             |                             |                             | |
| 2.2.3                                      | 5.1.1 „Lollipop“    | 28. Sep. 2016      |                             | ja                          |                             |                             |                             |                             |                             |                             |                             |                             |                             |                             |                             |                             | September Android Security Bulletin und benötigten abhängige Pakete für das Upgrade auf „Marshmallow“. |
| 3.0.2                                      | 6.0.1 „Marshmallow“ | 4. Juni 2016       |                             |                             | ja                          |                             |                             |                             |                             |                             |                             |                             |                             |                             |                             |                             | [ 38 ] |
| 3.1.3                                      | 6.0.1 „Marshmallow“ | 17. Juni 2016      |                             |                             |                             | ja                          |                             |                             |                             |                             |                             |                             |                             |                             |                             |                             | [ 40 ] |
| 3.1.4                                      | 6.0.1 „Marshmallow“ | 10. Nov. 2016      |                             | ja                          |                             |                             |                             |                             |                             |                             |                             |                             |                             |                             |                             |                             | |
| 3.2.2                                      | 6.0.1 „Marshmallow“ | 25. Juli 2016      |                             |                             |                             | ja                          |                             |                             |                             |                             |                             |                             |                             |                             |                             |                             | [ 43 ] |
| 3.2.4                                      | 6.0.1 „Marshmallow“ | 12. Aug. 2016      |                             |                             |                             | ja                          |                             |                             |                             |                             |                             |                             |                             |                             |                             |                             | |
| 3.2.6                                      | 6.0.1 „Marshmallow“ | 18. Sep. 2016      |                             |                             |                             | ja                          |                             |                             |                             |                             |                             |                             |                             |                             |                             |                             | [ 46 ] |
| 3.2.7                                      | 6.0.1 „Marshmallow“ | 8. Okt. 2016       |                             |                             |                             | ja                          |                             |                             |                             |                             |                             |                             |                             |                             |                             |                             | |
| 3.2.8                                      | 6.0.1 „Marshmallow“ | 5. Dez. 2016       |                             |                             |                             | ja                          |                             |                             |                             |                             |                             |                             |                             |                             |                             |                             | Videoaufnahme in 1080p mit 60 FPS möglich. |
| 3.5.3                                      | 6.0.1 „Marshmallow“ | 28. Nov. 2016      |                             |                             |                             |                             | ja                          |                             |                             |                             |                             |                             |                             |                             |                             |                             | Vorinstallierte Firmware für das OnePlus 3T, die außerhalb von China verkauft wurden. |
| 3.5.4                                      | 6.0.1 „Marshmallow“ | 19. Dez. 2016      |                             |                             |                             |                             | ja                          |                             |                             |                             |                             |                             |                             |                             |                             |                             | |
| 3.5.5                                      | 6.0.1 „Marshmallow“ | 24. Dez. 2016      |                             |                             | ja                          |                             |                             |                             |                             |                             |                             |                             |                             |                             |                             |                             | |
| 3.5.6                                      | 6.0.1 „Marshmallow“ | 5. Jan. 2017       |                             |                             | ja                          |                             |                             |                             |                             |                             |                             |                             |                             |                             |                             |                             | |
| 3.5.8                                      | 6.0.1 „Marshmallow“ | 12. Apr. 2017      |                             |                             | ja                          |                             |                             |                             |                             |                             |                             |                             |                             |                             |                             |                             | March 1, 2017 Android Security Patches. |
| 3.5.9                                      | 6.0.1 „Marshmallow“ | 5. Juli 2017       |                             |                             | ja                          |                             |                             |                             |                             |                             |                             |                             |                             |                             |                             |                             | VoLTE Fixes. |
| 3.6.0                                      | 6.0.1 „Marshmallow“ | 10. Juli 2017      |                             |                             | ja                          |                             |                             |                             |                             |                             |                             |                             |                             |                             |                             |                             | Android Sicherheitsupdates vom 1. Juni 2017, Fehler in Türkischer Zeitzone; Fehler im VoLTE für Indien behoben. |
| 3.6.1                                      | 6.0.1 „Marshmallow“ | 26. Okt. 2017      |                             |                             | ja                          |                             |                             |                             |                             |                             |                             |                             |                             |                             |                             |                             | Android Sicherheitsupdates vom 1. Oktober 2017, Sicherheitslücke in WPA2 (KRACK) geschlossen, allgemeine Fehlerkorrekturen |
| 4.0.0                                      | 7.0 „Nougat“        | 31. Dez. 2016      |                             |                             |                             | ja                          | ja                          |                             |                             |                             |                             |                             |                             |                             |                             |                             | Upgrade auf Android 7.0 „Nougat“. |
| 4.0.1                                      | 7.0 „Nougat“        | 7. Jan. 2017       |                             |                             |                             | ja                          | ja                          |                             |                             |                             |                             |                             |                             |                             |                             |                             | |
| 4.0.2                                      | 7.0 „Nougat“        | 14. Jan. 2017      |                             |                             |                             | ja                          | ja                          |                             |                             |                             |                             |                             |                             |                             |                             |                             | |
| 4.0.3                                      | 7.0 „Nougat“        | 8. Feb. 2017       |                             |                             |                             | ja                          | ja                          |                             |                             |                             |                             |                             |                             |                             |                             |                             | |
| 4.1.0                                      | 7.1.1 „Nougat“      | 16. März 2017      |                             |                             |                             | ja                          | ja                          |                             |                             |                             |                             |                             |                             |                             |                             |                             | Übernahme des Upgrade Android 7.1.1 „Nougat“. Erweiterte Screenshots hinzugefügt. |
| 4.1.1                                      | 7.1.1 „Nougat“      | 28. März 2017      |                             |                             |                             | ja                          | ja                          |                             |                             |                             |                             |                             |                             |                             |                             |                             | |
| 4.1.3                                      | 7.1.1 „Nougat“      | 17. Apr. 2017      |                             |                             |                             | ja                          | ja                          |                             |                             |                             |                             |                             |                             |                             |                             |                             | |
| 4.1.5                                      | 7.1.1 „Nougat“      | 7. Juni 2017       |                             |                             |                             | ja                          | ja                          |                             |                             |                             |                             |                             |                             |                             |                             |                             | Übernahme der Android-Sicherheitsupdates vom 1. Mai 2017 |
| 4.1.6                                      | 7.1.1 „Nougat“      | 12. Juni 2017      |                             |                             |                             | ja                          | ja                          |                             |                             |                             |                             |                             |                             |                             |                             |                             | Fehler von 4.1.5 behoben |
| 4.1.7                                      | 7.1.1 „Nougat“      | 25. Aug. 2017      |                             |                             |                             | ja                          | ja                          |                             |                             |                             |                             |                             |                             |                             |                             |                             | Akkulaufzeit verbessert. |
| 4.5.0                                      | 7.1.1 „Nougat“      | 20. Juni 2017      |                             |                             |                             |                             |                             | ja                          |                             |                             |                             |                             |                             |                             |                             |                             | Vorinstalliere Firmware auf OnePlus 5 Geräten. |
| 4.5.0                                      | 7.1.1 „Nougat“      | 25. September 2017 |                             |                             |                             | ja                          | ja                          |                             |                             |                             |                             |                             |                             |                             |                             |                             | Update für 3/3T |
| 4.5.1                                      | 7.1.1 „Nougat“      | 22. Juni 2017      |                             |                             |                             |                             |                             | ja                          |                             |                             |                             |                             |                             |                             |                             |                             | |
| 4.5.1                                      | 7.1.1 „Nougat“      | 16. Okt. 2017      |                             |                             |                             | ja                          | ja                          |                             |                             |                             |                             |                             |                             |                             |                             |                             | Allgemeine Fehlerbereinigungen. |
| 4.5.2                                      | 7.1.1 „Nougat“      | 25. Juni 2017      |                             |                             |                             |                             |                             | ja                          |                             |                             |                             |                             |                             |                             |                             |                             | |
| 4.5.3                                      | 7.1.1 „Nougat“      | 27. Juni 2017      |                             |                             |                             |                             |                             | ja                          |                             |                             |                             |                             |                             |                             |                             |                             | |
| 4.5.4                                      | 7.1.1 „Nougat“      | 28. Juni 2017      |                             |                             |                             |                             |                             | ja                          |                             |                             |                             |                             |                             |                             |                             |                             | |
| 4.5.5                                      | 7.1.1 „Nougat“      | 5. Juli 2017       |                             |                             |                             |                             |                             | ja                          |                             |                             |                             |                             |                             |                             |                             |                             | |
| 4.5.6                                      | 7.1.1 „Nougat“      | 20. Juli 2017      |                             |                             |                             |                             |                             | ja                          |                             |                             |                             |                             |                             |                             |                             |                             | Behob Absturz bei Wahl einer Notrufnummer. |
| 4.5.7                                      | 7.1.1 „Nougat“      | 1. Aug. 2017       |                             |                             |                             |                             |                             | ja                          |                             |                             |                             |                             |                             |                             |                             |                             | Neue Schriftart „Slate“, Stabilisierung für 4K Videos und Behebung diverser Fehler. Später zurückgezogen und durch 4.5.8 ersetzt. |
| 4.5.8                                      | 7.1.1 „Nougat“      | 4. Aug. 2017       |                             |                             |                             |                             |                             | ja                          |                             |                             |                             |                             |                             |                             |                             |                             | Entspricht 4.5.7. Behebt zusätzlich das Auftreten von Hängern, beim Spielen von Spielen. |
| 4.5.10                                     | 7.1.1 „Nougat“      | 29. Aug. 2017      |                             |                             |                             |                             |                             | ja                          |                             |                             |                             |                             |                             |                             |                             |                             | Stabilität der Kamera verbessert, Bildrauschen in Fotos und 60-fps-Videos verringert. |
| 4.5.11                                     | 7.1.1 „Nougat“      | 3. Okt. 2017       |                             |                             |                             |                             |                             | ja                          |                             |                             |                             |                             |                             |                             |                             |                             | Benachrichtigungstöne können angepasst werden, Starten von Apps beschleunigt, Adaptive Helligkeit verbessert. |
| 4.5.12                                     | 7.1.1 „Nougat“      | 7. Okt. 2017       |                             |                             |                             |                             |                             | ja                          |                             |                             |                             |                             |                             |                             |                             |                             | Entspricht 4.5.11. Download-App wird nun wieder angezeigt. |
| 4.5.13                                     | 7.1.1 „Nougat“      | 13. Okt. 2017      |                             |                             |                             |                             |                             | ja                          |                             |                             |                             |                             |                             |                             |                             |                             | Entspricht 4.5.12. |
| 4.5.14                                     | 7.1.1 „Nougat“      | 2. Nov. 2017       |                             |                             |                             |                             |                             | ja                          |                             |                             |                             |                             |                             |                             |                             |                             | Batterieverbrauch und GPS-Genauigkeit verbessert. Sicherheitslücke in WPA2 (KRACK) geschlossen. |
| 4.5.15                                     | 7.1.1 „Nougat“      | 12. Dez. 2017      |                             |                             |                             |                             |                             | ja                          |                             |                             |                             |                             |                             |                             |                             |                             | GPS-Genauigkeit verbessert, Fehlerkorrekturen Alarm-Klingelton und Emojis von Bitmoji, Oktober-Sicherheitsupdate von Android |
| 4.7.0                                      | 7.1.1 „Nougat“      | 21. November 2017  |                             |                             |                             |                             |                             |                             | ja                          |                             |                             |                             |                             |                             |                             |                             | Vorinstalliere Firmware auf OnePlus 5T Geräten. |
| 4.7.1                                      | 7.1.1 „Nougat“      |                    |                             |                             |                             |                             |                             |                             | ja                          |                             |                             |                             |                             |                             |                             |                             | |
| 4.7.2                                      | 7.1.1 „Nougat“      | 22. November 2017  |                             |                             |                             |                             |                             |                             | ja                          |                             |                             |                             |                             |                             |                             |                             | Optimierungen für Fingerabdrucksensor und Gesichtsentsperrung, Sicherheitslücke in WPA2 (KRACK) geschlossen |
| 4.7.4                                      | 7.1.1 „Nougat“      | 11. Dez. 2017      |                             |                             |                             |                             |                             |                             | ja                          |                             |                             |                             |                             |                             |                             |                             | Neues Hintergrundbild, Kamera-Verbesserungen, allgemeine Fehlerkorrekturen. |
| 4.7.6                                      | 7.1.1 „Nougat“      | 8. Jan. 2018       |                             |                             |                             |                             |                             |                             | ja                          |                             |                             |                             |                             |                             |                             |                             | Stabilitätsverbesserungen, Dezember-Sicherheitsupdate von Android. |
| 5.0.0                                      | 8.0 „Oreo“          | 19. Nov. 2017      |                             |                             |                             | ja                          | ja                          |                             |                             |                             |                             |                             |                             |                             |                             |                             | Upgrade auf Android 8.0 „Oreo“. Diese Version ist wegen Fehlern nicht mehr über die Systemaktualisierung verfügbar. U.a. berichten Nutzer über erheblichen Stromverbrauch im Standby bei LTE Verbindungen. |
| 5.0.1                                      | 8.0 „Oreo“          | 22. Dez. 2017      |                             |                             |                             |                             |                             | ja                          |                             |                             |                             |                             |                             |                             |                             |                             | Fehlerbehebungen für 5.0.0 |
| 5.0.1                                      | 8.0 „Oreo“          | 29. Dez. 2017      |                             |                             |                             | ja                          | ja                          |                             |                             |                             |                             |                             |                             |                             |                             |                             | Unterstützung für aptX HD, WLAN-Hotspot-Gerätemanager hinzugefügt, allgemeine Fehlerkorrekturen. |
| 5.0.2                                      | 8.0 „Oreo“          | 31. Jan. 2018      |                             |                             |                             |                             |                             | ja                          |                             |                             |                             |                             |                             |                             |                             |                             | Unterstützung für Gesichtsentsperrung, CPU-Sicherheitspatch CVE-2017-13218, verbesserte elektronische Bildstabilisierung für Videoaufnahmen, allgemeine Fehlerkorrekturen. |
| 5.0.3                                      | 8.0 „Oreo“          | 31. Jan. 2018      |                             |                             |                             |                             |                             |                             | ja                          |                             |                             |                             |                             |                             |                             |                             | Neues Design für die Schnelleinstellungen, CPU-Sicherheitspatch CVE-2017-13218, allgemeine Fehlerkorrekturen (war kurzzeitig als 5.0.2 angekündigt) |
| 5.0.4                                      | 8.0 „Oreo“          | 27. Feb. 2018      |                             |                             |                             |                             |                             | ja                          | ja                          |                             |                             |                             |                             |                             |                             |                             | Fehlerkorrekturen: Fehlendes Klingelzeichen und Audioqualität beim Abspielen von Videos |
| 5.0.4                                      | 8.0 „Oreo“          | 16. Juli 2018      |                             |                             |                             | ja                          | ja                          |                             |                             |                             |                             |                             |                             |                             |                             |                             | System: Android-Sicherheitspatches Juli 2018; Kamera: Verbesserte Bildqualität für die Frontkamera, Fix für das manuelle Setzen der ISO für Drittanbieter-Kameraapps; Drittanbieter-Apps: Fixed parallel WhatsApp crash issue, fix für Frontkamera-Zoomen mit Snapchat |
| 5.0.5                                      | 8.0 „Oreo“          | 23. Aug. 2018      |                             |                             |                             | ja                          | ja                          |                             |                             |                             |                             |                             |                             |                             |                             |                             | Allgemeine Fehlerbehebungen und Verbesserungen |
| 5.0.6                                      | 8.0 „Oreo“          | 28. Sep. 2018      |                             |                             |                             | ja                          | ja                          |                             |                             |                             |                             |                             |                             |                             |                             |                             | Android-Sicherheitspatches September 2018, allgemeine Fehlerbehebungen und Verbesserungen |
| 5.0.8                                      | 8.0 „Oreo“          | 27. Nov. 2018      |                             |                             |                             | ja                          | ja                          |                             |                             |                             |                             |                             |                             |                             |                             |                             | Android-Sicherheitspatches November 2018, Unterstützung für OnePlus Type-C Bullets-Ohrstöpsel, allgemeine Fehlerbehebungen und Verbesserungen |
| 5.1.0                                      | 8.1 „Oreo“          | 15. Apr. 2018      |                             |                             |                             |                             |                             | ja                          | ja                          |                             |                             |                             |                             |                             |                             |                             | Upgrade auf Android 8.1 „Oreo“, Android-Sicherheitspatches April 2018, Unterstützung für Gesten (nur 5T), Optimierungen für den Spiele-Modus und den Launcher. |
| 5.1.1                                      | 8.1 „Oreo“          | 15. Apr. 2018      |                             |                             |                             |                             |                             | ja                          | ja                          |                             |                             |                             |                             |                             |                             |                             | Fehlender Klingelzeichen bei Anrufen und Benachrichtigungen behoben. |
| 5.1.2                                      | 8.1 „Oreo“          | 27. Mai 2018       |                             |                             |                             |                             |                             | ja                          | ja                          |                             |                             |                             |                             |                             |                             |                             | Fehler bei der Stabilität der Auto-Rotation behoben, Android-Sicherheitspatches Mai 2018, Fehler bei WLAN-Verbindung behoben, Doppel-Klick um den Screen zu sperren, Fehler mit AKG-Kopfhörern behoben. |
| 5.1.3                                      | 8.1 „Oreo“          | 17. Juni 2018      |                             |                             |                             |                             |                             | ja                          | ja                          |                             |                             |                             |                             |                             |                             |                             | Bootloader aktualisiert (Systemsicherheit), Stabilität der Bluetooth-Verbindung für Autos verbessert, allgemeine Fehlerkorrekturen |
| 5.1.4                                      | 8.1 „Oreo“          | 27. Juli 2018      |                             |                             |                             |                             |                             | ja                          | ja                          |                             |                             |                             |                             |                             |                             |                             | Android-Sicherheitspatches Juli 2018, verbesserte Schlaf-/Standby-Optimierung, erhöhte Klarheit der Fotos, Gruppenbenachrichtungen ergänzt, allgemeine Fehlerkorrekturen |
| 5.1.5                                      | 8.1 „Oreo“          | 24. Mai 2018       |                             |                             |                             |                             |                             |                             |                             | ja                          |                             |                             |                             |                             |                             |                             | Erweiterte Zeitlupenmodi (720p bei 480 fps und 1080p bei 240 fps), Schnellfoto im Portraitmodus. |
| 5.1.8                                      | 8.1 „Oreo“          | 17. Juni 2018      |                             |                             |                             |                             |                             |                             |                             | ja                          |                             |                             |                             |                             |                             |                             | Verbesserte Sprachqualität, System- und Netzstabilität, allgemeine Fehlerkorrekturen |
| 5.1.9                                      | 8.1 „Oreo“          | 15. Juli 2018      |                             |                             |                             |                             |                             |                             |                             | ja                          |                             |                             |                             |                             |                             |                             | System: Android-Sicherheitspatches Juli 2018, Fehlerbehebung für Geste V, Unterstützung für Telia Finland, allgemeine Fehlerkorrekturen und Verbesserungen; Kamera: verbesserte Bildqualität, Integration von Google Lens, Beauty-Modus für Selfies ergänzt; Nachrichten: Gruppen-MMS ergänzt; WLAN und Netzwerk: verbesserte Stabilität für WLAN-Verbindungen, Verbesserung Stabilität der Bluetooth-Verbindungen für Autos |
| 5.1.11                                     | 8.1 „Oreo“          | 15. Aug. 2018      |                             |                             |                             |                             |                             |                             |                             | ja                          |                             |                             |                             |                             |                             |                             | System: Optimierte Netzwerkverbindungen und Stabilität für WLAN-Verbindungen, Bildschirmflackern bei Tageslicht behoben, allgemeine Fehlerbehebungen, Möglichkeit der Pin-Eingabe ohne ✓ zu berühren; Kamera: verbesserter HDR-Modus |
| 5.1.5                                      | 8.1 „Oreo“          | 21. Aug. 2018      |                             |                             |                             |                             |                             | ja                          | ja                          |                             |                             |                             |                             |                             |                             |                             | System: Android-Sicherheitspatches August 2018, Möglichkeit der Pin-Eingabe ohne ✓ zu berühren |
| 5.1.6                                      | 8.1 „Oreo“          | 24. Okt. 2018      |                             |                             |                             |                             |                             | ja                          | ja                          |                             |                             |                             |                             |                             |                             |                             | System: Android-Sicherheitspatches Oktober 2018, Unterstützung für Projekt „Treble“, Unterstützung für IDEA India VoLTE, verbesserte Bluetooth-Stabilität für Telefongespräche |
| 5.1.7                                      | 8.1 „Oreo“          | 24. Okt. 2018      |                             |                             |                             |                             |                             | ja                          | ja                          |                             |                             |                             |                             |                             |                             |                             | Hotfix für 5.1.6: verbesserte Bluetooth-Stabilität für Telefongespräche |
| 9.0                                        | 9 „Pie“             | 15. September 2018 |                             |                             |                             |                             |                             |                             |                             | ja                          | ja                          |                             |                             |                             |                             |                             | Upgrade auf Android 9 „Pie“, neue Benutzeroberfläche für Android Pie, neue adaptive Batterieunterstützung, neue Android Pie Gestennavigation, Android-Sicherheitspatch auf 2018.9 aktualisiert, neuer „Do Not Disturb“ (DND)-Modus mit Einstellmöglichkeiten, neuer Spielmodus 3.0, Textbenachrichtigungsmodus hinzugefügt, Benachrichtigung bei Anrufen von Drittanbietern hinzugefügt, unterstützte Akzentfarbenanpassung |
| 9.0.2                                      | 9 „Pie“             | 1. November 2018   |                             |                             |                             |                             |                             |                             |                             | ja                          |                             |                             |                             |                             |                             |                             | Android-Sicherheitspatches November 2018, neue Navigationsgesten, verbesserter Verbrauch im Standby-Modus, Möglichkeit, den Google-Assistenten oder eine andere Applikation durch Drücken des Einschalt-Knopfes zu starten; allgemeine Korrekturen und Verbesserungen. Kamera: „Nightscape“ und „Studio Lighting“ ergänzt |
| 9.0.4                                      | 9 „Pie“             | 31. Oktober 2018   |                             |                             |                             |                             |                             |                             |                             |                             | ja                          |                             |                             |                             |                             |                             | Android-Sicherheitspatches November 2018, neue Navigationsgesten |
| 9.0.5                                      | 9 „Pie“             | 6. November 2018   |                             |                             |                             |                             |                             |                             |                             |                             | ja                          |                             |                             |                             |                             |                             | Verbesserung der Bildschirmentsperrung, allgemeine Fehlerkorrekturen |
| 9.0.7                                      | 9 „Pie“             | 3. Dezember 2018   |                             |                             |                             |                             |                             |                             |                             |                             | ja                          |                             |                             |                             |                             |                             | Verbesserte Stabilität von WLAN-Verbindungen, verbesserte Stabilität von Bluetooth-Verbindungen, verbesserter Stromverbrauch im Standby-Modus, Fehlerbehebung Hintergrundbild des Sperrbildschirms. Kamera: Verbesserungen von Zeitlupen-Aufnahmen. Audio tuner für Bluetooth-Ohrstöpsel. APNs aktualisiert |
| 9.0.11                                     | 9 „Pie“             | 20. Dezember 2018  |                             |                             |                             |                             |                             |                             |                             |                             | ja                          |                             |                             |                             |                             |                             | Android-Sicherheitspatch auf 2018.12 aktualisiert, verbesserte Stabilität von WLAN-Verbindungen, verbesserte Entsperrung per Gesicht, Verbesserungen von Nightscape-Aufnahmen |
| 9.0.0                                      | 9 „Pie“             | 23. Dezember 2018  |                             |                             |                             |                             |                             | ja                          | ja                          |                             |                             |                             |                             |                             |                             |                             | Upgrade auf Android 9 „Pie“, neue Benutzeroberfläche für Android Pie, neue Android Pie Gestennavigation (nur für das 5T), Android-Sicherheitspatch auf 2018.12 aktualisiert, neuer „Do Not Disturb“ (DND)-Modus mit Einstellmöglichkeiten, neuer Spielmodus 3.0, Textbenachrichtigungsmodus hinzugefügt, Benachrichtigung bei Anrufen von Drittanbietern hinzugefügt. Google Lens integriert |
| 9.0.3                                      | 9 „Pie“             | 29. Dezember 2018  |                             |                             |                             |                             |                             |                             |                             | ja                          |                             |                             |                             |                             |                             |                             | Verbesserte Stabilität von WLAN-Verbindungen, verbesserte Stabilität von Bluetooth-Verbindungen, Android-Sicherheitspatch auf 2018.12 aktualisiert. Kamera: Verbesserungen von Nightscape- und Zeitlupen-Aufnahmen und der Bildverarbeitung. Audio tuner für Bluetooth-Ohrstöpsel. APNs aktualisiert |
| 9.0.2                                      | 9 „Pie“             | 1. Januar 2019     |                             |                             |                             |                             |                             | ja                          | ja                          |                             |                             |                             |                             |                             |                             |                             | Verbesserte Stabilität von WLAN-Verbindungen, optimierter sRGB-Modus, optimierter Lesemodus, Fehlerbehebung Umschalter für 4G VoLTE, Fehlerbehebung zufälliger Neustart beim Screen Casting |
| 9.0.3                                      | 9 „Pie“             | 15. Januar 2019    |                             |                             |                             |                             |                             | ja                          | ja                          |                             |                             |                             |                             |                             |                             |                             | Hotfix für 9.0.2: Fehlerbehebung von Verbindungsproblemen mit Drittanwendungen, Fehlerbehebung von Problemen mit der Navigationsleiste, verbesserte Stabilität der Toneinstellungen, verbesserte Stabilität des gesamten Systems |
| 9.0.4                                      | 9 „Pie“             | 12. Januar 2019    |                             |                             |                             |                             |                             |                             |                             | ja                          |                             |                             |                             |                             |                             |                             | Integration von Google Duo, Android-Sicherheitspatch auf 2019.01 aktualisiert |
| 9.0.12                                     | 9 „Pie“             | 12. Januar 2019    |                             |                             |                             |                             |                             |                             |                             |                             | ja                          |                             |                             |                             |                             |                             | Integration von Google Duo, Display-Optimierungen, Android-Sicherheitspatch auf 2019.01 aktualisiert |
| 9.0.5                                      | 9 „Pie“             | 19. April 2019     |                             |                             |                             |                             |                             |                             |                             | ja                          |                             |                             |                             |                             |                             |                             | Android-Sicherheitspatch auf 2019.03 aktualisiert, allgemeine Fehlerkorrekturen und Systemverbesserungen; Einführung eines Feedback-Tools zur Fehler- und Featuremeldung |
| 9.0.13                                     | 9 „Pie“             | 19. April 2019     |                             |                             |                             |                             |                             |                             |                             |                             | ja                          |                             |                             |                             |                             |                             | Android-Sicherheitspatch auf 2019.03 aktualisiert, allgemeine Fehlerkorrekturen und Systemverbesserungen; Einführung eines Feedback-Tools zur Fehler- und Featuremeldung |
| 9.0.4                                      | 9 „Pie“             | 1. März 2019       |                             |                             |                             |                             |                             | ja                          | ja                          |                             |                             |                             |                             |                             |                             |                             | Integration von Google Duo, Android-Sicherheitspatch auf 2019.01 aktualisiert, verbesserte Stabilität für OTA-Upgrades, verbesserte Netzwerk-Stabilität |
| 9.0.5                                      | 9 „Pie“             | 27. April 2019     |                             |                             |                             |                             |                             | ja                          | ja                          |                             |                             |                             |                             |                             |                             |                             | Android-Sicherheitspatch auf 2019.04 aktualisiert, verbesserte Stabilität der Telefonie-Anwendung, Fehlerkorrekturen bei der Ausführung paralleler Apps |
| 9.0.3                                      | 9 „Pie“             | 22. Mai 2019       |                             |                             |                             | ja                          | ja                          |                             |                             |                             |                             |                             |                             |                             |                             |                             | Update auf Android 9 Pie. Android-Sicherheitspatch auf 2019.04 aktualisiert, Gaming-Modus 3.0, Integration von Google Duo und Google Lens |
| 9.0.6                                      | 9 „Pie“             | 3. Juni 2019       |                             |                             |                             |                             |                             |                             |                             | ja                          |                             |                             |                             |                             |                             |                             | Android-Sicherheitspatch auf 2019.05 aktualisiert, allgemeine Fehlerkorrekturen und Systemverbesserungen. Bluetooth: Unterstützung für schnelles Verbinden von Bullets Wireless 2, verbesserte Stabilität und Kompatibilität. Launcher: Verbesserte Passwort-Eingabe. Fehlerkorrekturen: Klingelton für SMS, Ausräumen der Kurzwahlen, Laden der Anmeldedaten für gesicherte WLANs |
| 9.0.14                                     | 9 „Pie“             | 3. Juni 2019       |                             |                             |                             |                             |                             |                             |                             |                             | ja                          |                             |                             |                             |                             |                             | Android-Sicherheitspatch auf 2019.05 aktualisiert, allgemeine Fehlerkorrekturen und Systemverbesserungen. Bluetooth: Unterstützung für schnelles Verbinden von Bullets Wireless 2, verbesserte Stabilität und Kompatibilität. Launcher: Verbesserte Passwort-Eingabe. Kamera: verbesserte Bildqualität der Frontkamera. Fehlerkorrekturen: Klingelton für SMS, Ausräumen der Kurzwahlen, Laden der Anmeldedaten für gesicherte WLANs |
| 9.5.4                                      | 9 „Pie“             | 6. Juni 2019       |                             |                             |                             |                             |                             |                             |                             |                             |                             |                             | ja                          |                             |                             |                             | Systemverbesserungen, Verbesserungen an der Kamerasoftware |
| 9.0.6                                      | 9 „Pie“             | 7. Juni 2019       |                             |                             |                             |                             |                             | ja                          | ja                          |                             |                             |                             |                             |                             |                             |                             | Android-Sicherheitspatch auf 2019.05 aktualisiert, allgemeine Fehlerkorrekturen und Verbesserungen. Bluetooth: Unterstützung für schnelles Verbinden von Bullets Wireless 2, Fehlerbehebung mit automatischer Gesprächsannahme während der Verbindung mit einem Bluetooth-Headset |
| 9.5.5                                      | 9 „Pie“             | 12. Juni 2019      |                             |                             |                             |                             |                             |                             |                             |                             |                             | ja                          |                             |                             |                             |                             | Android-Sicherheitspatch auf 2019.05 aktualisiert, Systemverbesserungen, Verbesserungen der Kamerasoftware |
| 9.5.4                                      | 9 „Pie“             | 17. Juni 2019      |                             |                             |                             |                             |                             |                             |                             |                             |                             |                             |                             | ja                          |                             |                             | Systemverbesserungen, Fehlerkorrektur Popup-Kamera beim Videoanruf |
| 9.5.8                                      | 9 „Pie“             | 18. Juni 2019      |                             |                             |                             |                             |                             |                             |                             |                             |                             |                             | ja                          |                             |                             |                             | Android-Sicherheitspatch auf 2019.05 aktualisiert, Systemverbesserungen, verbesserte Audioqualität, Verbesserungen an der Kamerasoftware |
| 9.0.7                                      | 9 „Pie“             | 23. Juli 2019      |                             |                             |                             |                             |                             | ja                          | ja                          |                             |                             |                             |                             |                             |                             |                             | Android-Sicherheitspatch auf 2019.06 aktualisiert, Systemverbesserungen, Bildschirmrekorder ergänzt, Fnatic-Modus ergänzt, Fehlerkorrektur bei der Telefon-Schnellwahl |
| 9.5.11                                     | 9 „Pie“             | 31. Juli 2019      |                             |                             |                             |                             |                             |                             |                             |                             |                             |                             | ja                          |                             |                             |                             | Android-Sicherheitspatch auf 2019.08 aktualisiert, Aktualisierung GMS auf 2019.06, Systemverbesserungen, u. a. |
| 9.5.8                                      | 9 „Pie“             | 3. August 2019     |                             |                             |                             |                             |                             |                             |                             |                             |                             | ja                          |                             |                             |                             |                             | Android-Sicherheitspatch auf 2019.08 aktualisiert, Systemverbesserungen, Aktualisierung GMS auf 2019.06 u. a. |
| 9.0.5                                      | 9 „Pie“             | 7. August 2019     |                             |                             |                             | ja                          | ja                          |                             |                             |                             |                             |                             |                             |                             |                             |                             | Android-Sicherheitspatch auf 2019.08 aktualisiert, Systemverbesserungen |
| 9.0.8                                      | 9 „Pie“             | 7. August 2019     |                             |                             |                             |                             |                             | ja                          | ja                          |                             |                             |                             |                             |                             |                             |                             | Android-Sicherheitspatch auf 2019.08 aktualisiert, Systemverbesserungen, Optimierung Screenshotfunktion. Zen-Modus: optimierte visuelle Effekte, zusätzliche Einstellung zur Auswahl der Zeitdauer |
| 9.5.7                                      | 9 „Pie“             | 8. August 2019     |                             |                             |                             |                             |                             |                             |                             |                             |                             |                             |                             | ja                          |                             |                             | Aktualisierung GMS-Apps, Systemverbesserungen, optimierte Übertragungsgeschwindigkeit wenn aus dem 5G-Modus auf LTE umgeschaltet wird |
| 9.0.8 (OnePlus 6) bzw. 9.0.16 (OnePlus 6T) | 9 „Pie“             | 9. August 2019     |                             |                             |                             |                             |                             |                             |                             | ja                          | ja                          |                             |                             |                             |                             |                             | Android-Sicherheitspatch auf 2019.08 aktualisiert, Systemverbesserungen. Launcher: Passwort-Einstellung für den Hidden Space. Spielemodus: Fnatic-Modus ergänzt. Zen-Modus: Weitere Features ergänzt. OnePlus-Labor: DC Dimming-Modus ergänzt. Kommunikation: Unterstützung von VoLTE/VoWiFi für Bouygues |
| 9.0.9 (OnePlus 6) bzw. 9.0.17 (OnePlus 6T) | 9 „Pie“             | 24. September 2019 |                             |                             |                             |                             |                             |                             |                             | ja                          | ja                          |                             |                             |                             |                             |                             | Fehlerbehebung Screenshotfunktion, „Re-activated the calling function after the network has been reset“, Optimierung Systemperformance im Hinblick auf künftige Versionen |
| 9.0.9                                      | 9 „Pie“             | 16. Oktober 2019   |                             |                             |                             |                             |                             | ja                          | ja                          |                             |                             |                             |                             |                             |                             |                             | Fehlerbehebung Screenshotfunktion, Android-Sicherheitspatch auf 2019.10 aktualisiert, allgemeine Fehlerkorrekturen und Verbesserungen |
| 9.0.6                                      | 9 „Pie“             | 20. November 2019  |                             |                             |                             | ja                          | ja                          |                             |                             |                             |                             |                             |                             |                             |                             |                             | Android-Sicherheitspatch auf 2019.10 aktualisiert, allgemeine Fehlerkorrekturen und Verbesserungen, Aktualisierung GMS-Apps |
| 9.0.10                                     | 9 „Pie“             | 9. Januar 2020     |                             |                             |                             |                             |                             | ja                          | ja                          |                             |                             |                             |                             |                             |                             |                             | Android-Sicherheitspatch auf 2019.12 aktualisiert, allgemeine Fehlerkorrekturen und Verbesserungen |
| 9.5.17                                     | 9 „Pie“             | 13. Januar 2020    |                             |                             |                             |                             |                             |                             |                             |                             |                             |                             |                             | ja                          |                             |                             | Android-Sicherheitspatch auf 2020.01 aktualisiert, allgemeine Fehlerkorrekturen und Verbesserungen |
| 9.0.11                                     | 9 „Pie“             | 11. März 2020      |                             |                             |                             |                             |                             | ja                          | ja                          |                             |                             |                             |                             |                             |                             |                             | Android-Sicherheitspatch auf 2020.02 aktualisiert, allgemeine Fehlerkorrekturen und Verbesserungen |
| 10.0                                       | „Android 10“        | 21. September 2019 |                             |                             |                             |                             |                             |                             |                             |                             |                             | ja                          | ja                          |                             |                             |                             | Upgrade auf Android 10, neue Benutzeroberfläche für Android 10, verbesserte Standortberechtigungen für den Datenschutz, neue Anpassungsfunktion in den Einstellungen, mit der man die Iconformen auswählen kann, die in den Schnelleinstellungen angezeigt werden sollen, Vollbild-Gesten, neue Funktion Game Space vereint nun alle Lieblingsspiele des Nutzers an einem Ort für einen einfacheren Zugriff und ein besseres Spielerlebnis, Intelligente Informationen basierend auf bestimmten Zeiten, Orten und Ereignissen für die Umgebungsanzeige (Smart Display), Möglichkeit Spam durch Schlüsselwörter für Nachrichten zu blockieren |
| 10.0.3                                     | „Android 10“        | 2. Oktober 2019    |                             |                             |                             |                             |                             |                             |                             |                             |                             |                             |                             |                             | ja                          |                             | Verbesserte Fotoqualität, Stabilität der Kamera, allgemeine Verbesserungen |
| 10.0.1                                     | „Android 10“        | 12. Oktober 2019   |                             |                             |                             |                             |                             |                             |                             |                             |                             | ja                          | ja                          |                             |                             |                             | Bugfix für Version 10.0 |
| 10.0                                       | „Android 10“        | 2. November 2019   |                             |                             |                             |                             |                             |                             |                             | ja                          | ja                          |                             |                             |                             |                             |                             | Upgrade auf Android 10, neue Benutzeroberfläche für Android 10 |
| 10.0.6                                     | „Android 10“        | 14. November 2019  |                             |                             |                             |                             |                             |                             |                             |                             |                             |                             |                             |                             | ja                          |                             | Verbesserter Energieverbrauch im Standby-Modus, Verbesserung der Bluetooth-Anbindung im Auto, Verbesserung des erweiterten Screenshot-Features, allgemeine Verbesserungen |
| 10.0.4                                     | „Android 10“        | 14. November 2019  |                             |                             |                             |                             |                             |                             |                             |                             |                             |                             |                             |                             |                             | ja                          | Android-Sicherheitspatch auf 2019.10 aktualisiert, verbesserter Energieverbrauch im Standby-Modus, Verbesserung der Bluetooth-Anbindung im Auto, Verbesserung des erweiterten Screenshot-Features, Fehlerbehebung schwarzer Balken beim Videoladen/-abspielen, allgemeine Verbesserungen |
| 10.0.1                                     | „Android 10“        | 5. Dezember 2019   |                             |                             |                             |                             |                             |                             |                             | ja                          | ja                          |                             |                             |                             |                             |                             | Android-Sicherheitspatch auf 2019.10 aktualisiert, Fehlerbehebung beim Entsperren per Fingerabdruck, Fehlerbehebung automatischer Neustart nach Upgrade. Kamera: verbesserte Performance und Fehlerbehebungen. WLAN: Fehlerbehebung bei Verbindung mit 5 GHz-WLANs |
| 10.0.7                                     | „Android 10“        | 13. Dezember 2019  |                             |                             |                             |                             |                             |                             |                             |                             |                             |                             |                             |                             | ja                          |                             | Android-Sicherheitspatch auf 2019.11 aktualisiert, Startgeschwindigkeit mancher Apps verbessert, optimiertes Hauptspeichermanagement, verbesserte Systemstabilität. Kamera: verbesserte Fotoqualität |
| 10.0.5                                     | „Android 10“        | 16. Dezember 2019  |                             |                             |                             |                             |                             |                             |                             |                             |                             |                             |                             |                             |                             | ja                          | Android-Sicherheitspatch auf 2019.11 aktualisiert, Startgeschwindigkeit mancher Apps verbessert, optimiertes Hauptspeichermanagement, verbesserte Systemstabilität. Fehlerbehebung schwarze Linien auf dem Bildschirm beim Laden. Kamera: verbesserte Fotoqualität |
| 10.3.0                                     | „Android 10“        | 19. Dezember 2019  |                             |                             |                             |                             |                             |                             |                             | ja                          | ja                          |                             |                             |                             |                             |                             | Android-Sicherheitspatch auf 2019.11 aktualisiert, Einstellung für die Anzeigeoption des Notch ergänzt, Fehlerbehebung Sperrbildschirm nach Passwort-Eingabe. |
| 10.3.1                                     | „Android 10“        | 23. Januar 2020    |                             |                             |                             |                             |                             |                             |                             | ja                          | ja                          |                             |                             |                             |                             |                             | Android-Sicherheitspatch auf 2019.12 aktualisiert, Fehlerbehebung: schwarzer Bildschirm nach Entsperren mit Fingerabdruck, Animation des Logos bei Neustart, Überhitzen des Geräts während des Aufladens, Verbindungsabbrüche bei der Nutzung von 5GHz-Wi-Fi. Verbesserte Systemstabilität. Kamera: Vorschau im Pro-Modus optimiert, Fehlerbehebung: Absturz der Kamera. Galerie: Fehlerbehebung Videos und Fotos werden nicht angezeigt. |
| 10.0.4 (EU/Global) bzw. 10.3.1 (Indien)    | „Android 10“        | 14. Februar 2020   |                             |                             |                             |                             |                             |                             |                             |                             |                             | ja                          | ja                          |                             |                             |                             | Android-Sicherheitspatch auf 2020.01 aktualisiert. Optimiertes RAM-Management. Fehlerbehebung: schwarzer Bildschirm bei einigen Apps, verbesserte Systemstabilität und kleinere Fehlerbehebungen. Zukünftige Unterstützung für Erinnerung an Datenschutz-Alarme. Nur Indische-Version. Unterstützung von VoWiFi für Anbieter Jio Sim. Cloud Dienste: Synchronisierung für Notizen und Kontakte. „Work-Life Balance“: Verbesserte Benachrichtigung von Nachrichten, Auswahl des Modus und der Apps, Standort, Kalender und Auto-Track-Funktion hinzugefügt.                                                                                   |
| 10.0.7 (EU/Global) bzw. 10.3.1 (Indien)    | „Android 10“        | 14. Februar 2020   |                             |                             |                             |                             |                             |                             |                             |                             |                             |                             |                             |                             | ja                          | ja                          | Android-Sicherheitspatch auf 2020.01 aktualisiert. Optimiertes RAM-Management. Fehlerbehebung: schwarzer Bildschirm bei einigen Apps, verbesserte Systemstabilität und kleinere Fehlerbehebungen. Zukünftige Unterstützung für Erinnerung an Datenschutz-Alarme. Nur Indische-Version. Unterstützung von VoWiFi für Anbieter Jio Sim. Cloud Dienste: Synchronisierung für Notizen und Kontakte. „Work-Life Balance“: Verbesserte Benachrichtigung von Nachrichten, Auswahl des Modus und der Apps, Standort, Kalender und Auto-Track-Funktion hinzugefügt.                                                                                   |
| 10.0.8                                     | „Android 10“        | 19. Februar 2020   |                             |                             |                             |                             |                             |                             |                             |                             |                             |                             |                             |                             | ja                          | ja                          | Android-Sicherheitspatch auf 2020.01 aktualisiert. Optimiertes RAM-Management. Fehlerbehebung: schwarzer Bildschirm bei einigen Apps, verbesserte Systemstabilität und kleinere Fehlerbehebungen. Zukünftige Unterstützung für Erinnerung an Datenschutz-Alarme. Nur Indische-Version. Unterstützung von VoWiFi für Anbieter Jio Sim. Cloud Dienste: Synchronisierung für Notizen und Kontakte. „Work-Life Balance“: Verbesserte Benachrichtigung von Nachrichten, Auswahl des Modus und der Apps, Standort, Kalender und Auto-Track-Funktion hinzugefügt.                                                                                   |
| 10.3.2                                     | „Android 10“        | 27. Februar 2020   |                             |                             |                             |                             |                             |                             |                             | ja                          | ja                          |                             |                             |                             |                             |                             | Android-Sicherheitspatch auf 2020.02 aktualisiert. Verschiedene Fehlerbehebungen (Bildschirm flackert beim Entsperren). Verbesserte Systemstabilität. |
| 10.0.4                                     | „Android 10“        | 3. März 2020       |                             |                             |                             |                             |                             |                             |                             |                             |                             |                             |                             | ja                          |                             |                             | Upgrade auf Android 10, neue Benutzeroberfläche für Android 10, verbesserte Standort-Berechtigungen für mehr Datenschutz, Designänderungen in Schnelleinstellungen. Neue Funktion Game Space vereint nun alle Lieblingsspiele des Nutzers an einem Ort für einen einfacheren Zugriff und ein besseres Spielerlebnis. Neue Funktion: Intelligente Info basierend auf Zeit, Standort und Ereignisse im Ambient Display. Unterstützung für Blockieren von Nachrichten über Schlagwörter. |
| 10.0.5 (EU/Global) bzw. 10.3.2 (Indien)    | „Android 10“        | 31. März 2020      |                             |                             |                             |                             |                             |                             |                             |                             |                             | ja                          | ja                          |                             |                             |                             | Android-Sicherheitspatch auf 2020.03 aktualisiert, optimierte RAM-Verwaltung, verbesserte Systemstabilität. Gallery-App: Verbesserte Stabilität bei der Aufnahme von Videos in Zeitlupe, das zufällige Verschwinden von Screenshots in der Galerie wurde behoben, synchrone Videowiedergabegeschwindigkeit mit dem Ton |
| 10.3.3                                     | „Android 10“        | 25. April 2020     |                             |                             |                             |                             |                             |                             |                             | ja                          | ja                          |                             |                             |                             |                             |                             | Android-Sicherheitspatch auf 2020.04 aktualisiert, GMS-Paket auf 2020.02 aktualisiert. Verschiedene Fehlerbehebungen (schwarzer Bildschirm beim Spielen von Spielen). Verbesserte Systemstabilität. Netzwerk: Unterstützung von VoLTE & VoWifi für Telenor Dänemark, VoWifi für RJIO Indien. Nur Indien: Update Cloud Service auf Version 2.0 |
| 10.3.4                                     | „Android 10“        | 27. Mai 2020       |                             |                             |                             |                             |                             |                             |                             | ja                          | ja                          |                             |                             |                             |                             |                             | Android-Sicherheitspatch auf 2020.05 aktualisiert, Launcher auf Version 4.1.6 aktualisiert. Verbesserte Systemstabilität. Das Problem mit dem Standardland bei der unterstützten Wahl behoben, wenn Sim 2 im Roaming-Status ist, wurde behoben. |
| 10.0.0                                     | „Android 10“        | 27. Mai 2020       |                             |                             |                             |                             |                             | ja                          | ja                          |                             |                             |                             |                             |                             |                             |                             | Update auf Android 10 |
| 10.0.11                                    | „Android 10“        | 28. Mai 2020       |                             |                             |                             |                             |                             |                             |                             |                             |                             |                             |                             |                             | ja                          |                             | System: Android-Sicherheitspatch auf 2020.05 aktualisiert, OnePlus Bullets Wireless Z kann jetzt mit Dolby Atmos für bessere Tonqualität integriert werden, Optimierung der Lautstärkeanpassung, Verbesserung der Systemstabilität und Beseitigung allgemeiner Probleme. Kamera: Unterstützung der Zeitlupenaufnahme bei 720p mit 960fps, Ergänzung der Linsenfleckenerkennung |
| 10.0.6                                     | „Android 10“        | 28. Mai 2020       |                             |                             |                             |                             |                             |                             |                             |                             |                             | ja                          | ja                          |                             |                             |                             | System: Android-Sicherheitspatch auf 2020.05 aktualisiert, OnePlus Bullets Wireless Z kann jetzt mit Dolby Atmos für bessere Tonqualität integriert werden, Optimierung der Lautstärkeanpassung, Verbesserung der Systemstabilität und Beseitigung allgemeiner Probleme. Kamera: Unterstützung der Zeitlupenaufnahme bei 720p mit 960fps, Ergänzung der Linsenfleckenerkennung |
| 10.0.9                                     |                     | 28. Mai 2020       |                             |                             |                             |                             |                             |                             |                             |                             |                             |                             |                             |                             |                             | ja                          | System: Android-Sicherheitspatch auf 2020.05 aktualisiert, OnePlus Bullets Wireless Z kann jetzt mit Dolby Atmos für bessere Tonqualität integriert werden, Optimierung der Lautstärkeanpassung, Verbesserung der Systemstabilität und Beseitigung allgemeiner Probleme. Kamera: Unterstützung der Zeitlupenaufnahme bei 720p mit 960fps, Ergänzung der Linsenfleckenerkennung |
| 10.0.7                                     |                     | 4. August 2020     |                             |                             |                             |                             |                             |                             |                             |                             |                             | ja                          | ja                          |                             |                             |                             | System: Android-Sicherheitspatch auf 2020.07 aktualisiert, mehrere Uhren-Stile, Problem behoben, dass ein Doppelklick den Bildschirm in manchen Konstellationen nicht aufweckt. Lesemodus: Option für Farbeffekte hinzugefügt, um die Leseerfahrung zu verbessern. Bluetooth: Bluetooth Hörhilfe-App-Verbindung unter Android 10 Audio Streaming for Hearing Aid (ASHA) Agreement. Netzwerk: Anzeige falscher Namen von eingesteckten SIM-Karten verschiedener Anbieter behoben |
|                                            |                     |                    | One                         | X                           | 2                           | 3                           | 3T                          | 5                           | 5T                          | 6                           | 6T                          | 7                           | 7 Pro                       | 7 Pro 5G                    | 7T                          | 7T Pro                      | |